# Музей „Гема-свят“
Музеят „Гема-Свят“ е частен палеонтологичен музей в град Чирпан.

## История
Музеят представя събирателството и труда на три поколения от семейството на Петър Попдимитров, събрали и изложили над 5000 експоната, намерени изцяло в Чирпанския край. Двуетажният музей е открит на 4 септември 2017 г и се помещава в реставрирана старинна сграда в центъра на града.

## Експозиция
„Гема-свят“ показва флората, фауната и човешката история през различните епохи от 290 милиона г. до днес в Чирпанския край.
Като въведение към фосилните експонати са изложени минерали, кристали, в това число полускъпоценни и скъпоценни камъни, железни руди, фрагменти от метеорити, както и следа от мълния паднала върху глинеста основа.
Най-ранните палеонтологични експонати са скелет на риба, части от крокодил с размер около 1 м, различни растителни отпечатъци, като пъпки, семена и др.
Хронологически е проследено времето, когато българските земи са били дъно на океан (т. н. океан Тетис, оттеглил се преди около 66 милиона г.). Това обхваща периодите Юра и Креда. Експонирани са разнообразни морски миди, охлюви, червеи, морски таралежи, корали, морски лилии и други. Особен интерес представляват фосилизираните мекотели като медузи, октопод и сепия.
Основната част от представените фосили са от времето на Миоцена (24 – 5 милиона г.). Изложени са голямо разнообразие от черепи на антилопи и газели (някои от които са с фосилизирани мозъци), кости, зъби, челюсти от хипариони (трипръстия прародител на съвременния кон), носорози, жирафи, ленивци, костенурки и свине. Хищниците са представени от саблезъб тигър, хиена, мечка и други дребни месоядни. От хоботните животни са изложени останки от няколко вида мастодонти както и дейнотериум. Черепът на дейнотериума, изложен в музея, е четвъртият намерен в света. С размерите си той е един от най-големите и най-добре запазеният череп. Бивните му зъби са 130 см, което ги прави най-дългите намерени досега.
През същия период се появяват и първите хоминиди. В музея е изложен зъб на хоминид от рода на грекопитеците, живял преди около 7 милиона г.
Палеонтологичната експозиция е допълнена от голям брой вкаменени дървесни видове, отпечатъци от растения, речни миди, и др.
За една по-цялостна представа за отминалото времето и историята на Чирпанския край, хронологически са проследени и периодите свързани с човешко присъствие: палеолит, неолит, халколит, бронзова епоха, трако-римски период, и средновековие с характерните за тези времена артефакти.
Експозицията завършва с картини от български художници, представящи селския бит и труд на хората.
- Експозиция в музея
- Експозиция в музея
- Зъб от Грекопитек